# سیارک ۱۱۷۵۷
سیارک ۱۱۷۵۷ (به انگلیسی: 11757 Salpeter، نامگذاری:2799P-L) یازده هزار و هفتصد و پنجاه و هفتمین سیارک کشف شده‌است که در ۲۴ سپتامبر ۱۹۶۰ کشف شد.